# Anacroneuria atrifrons
Anacroneuria atrifrons är en bäcksländeart som beskrevs av František Klapálek 1922. Anacroneuria atrifrons ingår i släktet Anacroneuria och familjen jättebäcksländor. Inga underarter finns listade i Catalogue of Life.